# 인천 부평구의 향토문화유산
인천 부평구의 향토문화유산은 다음 각 호에 해당하는 것을 말한다.
1. 「문화재보호법」및「인천광역시 문화재보호 조례」에 따라 문화재로 지정되지 않은 것으로 향토의 역사적·학술적·예술적 가치가 있는 것과 이에 준하는 유·무형의 자료
2. 근현대 역사문화유산으로 보존가치가 있는 문화유산
3. 향후 문화재로서 보존가치가 있을 것으로 기대되는 문화유산
4. 그 밖에 인천광역시부평구청장(이하 “구청장”이라 한다)이 제5조에 따라 위원회의 심의를 거쳐 보존·관리가 필요하다고 인정하는 문화유산

## 지정 목록
2019년 11월 11일 현재 지정된 향토문화유산은 없다.

## 참고 문헌
- 인천 부평구 홈페이지 - 고시/공고